# Isidoro Sota
Isidoro Sota García (4 de febrero de 1902 - 1976) “Yoyo” fue un futbolista mexicano que jugó en la posición de portero y que participó en la Copa Mundial de Fútbol de 1930. Debido a que Óscar Bonfiglio fue culpado de manera indirecta de la derrota del conjunto mexicano ante Francia, Sota García fue llamado a ocupar su lugar en el segundo encuentro por el DT Juan Luque de Serrallonga. Sólo jugó el partido frente a la selección chilena, en el que recibió tres goles. Sota fue portero del Club América. Sus dos hermanos Jorge Sota y Ernesto Sota fueron también futbolistas. Murió en 1976. 

## Participaciones en Copas del Mundo
| Mundial                        | Sede    | Resultado    |
| ------------------------------ | ------- | ------------ |
| Copa Mundial de Fútbol de 1930 | Uruguay | Primera Fase |